# Chrysometa guadeloupensis
Chrysometa guadeloupensis este o specie de păianjeni din genul Chrysometa, familia Tetragnathidae, descrisă de Lévi, 1986. Conform Catalogue of Life specia Chrysometa guadeloupensis nu are subspecii cunoscute.